# Красильников (хутор)
Красильников — хутор в Родионово-Несветайском районе Ростовской области.
Входит в состав Болдыревского сельского поселения.

## География

### Улицы
- ул. Первомайская,
- ул. Ростовская,
- ул. Тенистая.

## Население
| 2010 |
| ---- |
| 36   |